# نستوس
نستوس (یونانی: Νέστος) یا مستا (بلغاری: Места)، که قبلاً مستا کاراسو (ترکی عثمانی) نیز بوده‌است، رودخانه ای در بلغارستان و یونان است. از کوه‌های ریلا سرچشمه می‌گیرد و در دریای اژه در نزدیکی جزیره تاسوس جریان می‌یابد. طول رودخانه ۲۳۰ کیلومتر (۱۴۰ مایل) است، که ۱۲۶ کیلومتر (۷۸ مایل) آن از بلغارستان و مابقی در یونان جریان دارد. حوزه زهکشی آن ۵٬۱۸۴ کیلومتر مربع (۲٬۰۰۲ مایل مربع)، که ۶۶٪ از آنها در بلغارستان واقع است. این رود برخی از دره‌های ریلا و پیرین را تشکیل می‌دهد.
طولانی‌ترین شاخه مستا، رودخانه دوسپات (بلغاری: Доспат؛ یونانی: Δεσπάτης، Despatis) است. ساحل رودخانه عمدتاً توسط درختان برگریز پوشیده شده‌است که تا مرز نیمی از بلغارستان و یونان گسترش می‌یابد، جایی که مرز مدرن مقدونیه یونان و تراکیه، و همچنین مرز بین واحدهای منطقه ای کاوالا و زانتی را تشکیل می‌دهد.

## افتخار و منزلت
قله مستا در جزیره لیوینگستون در جزایر جنوبی شتلند جنوبی، جنوبگان با نام این رودخانه نامگذاری شده‌است.

## نگارخانه

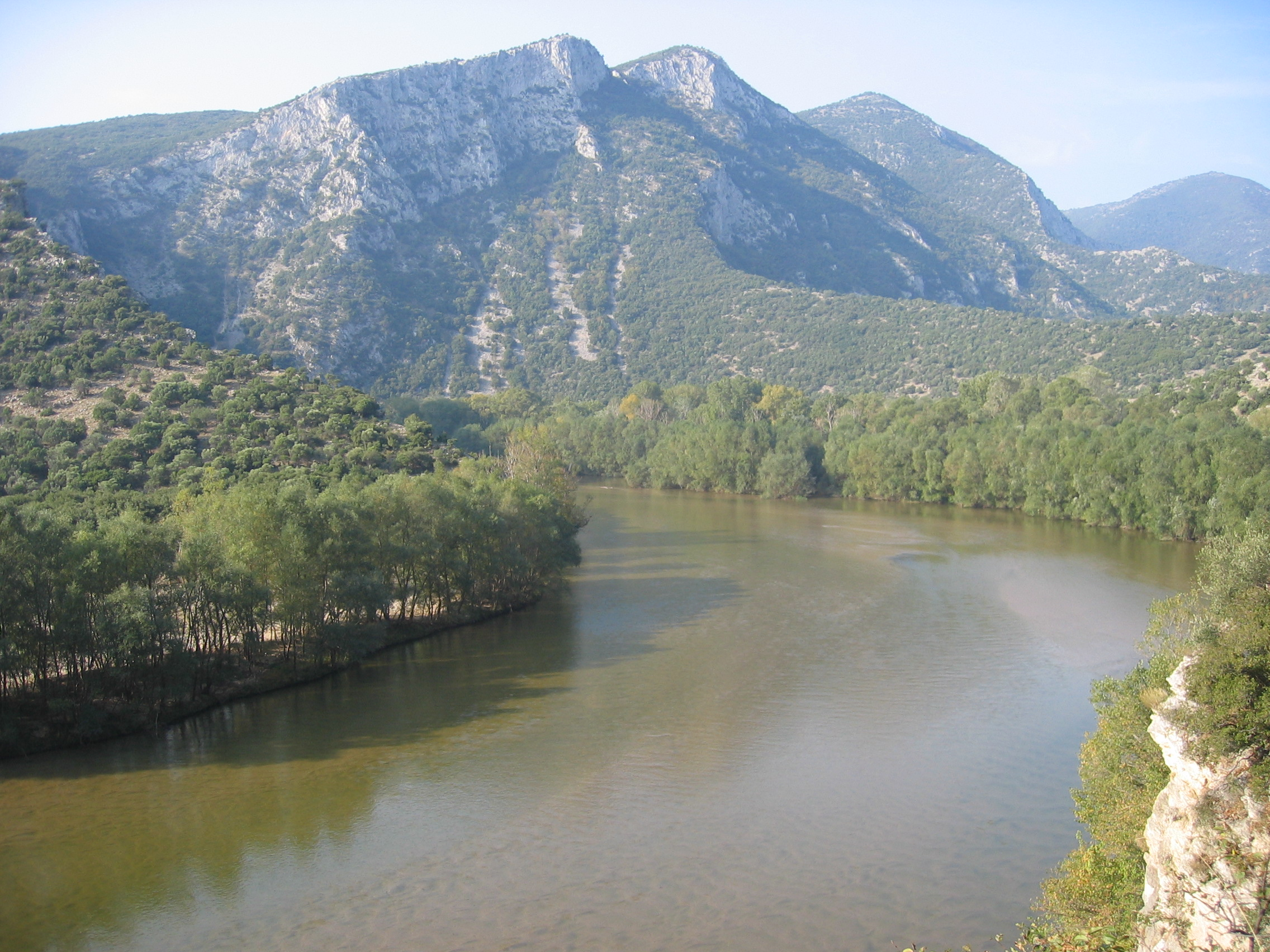
نستوس در یونان
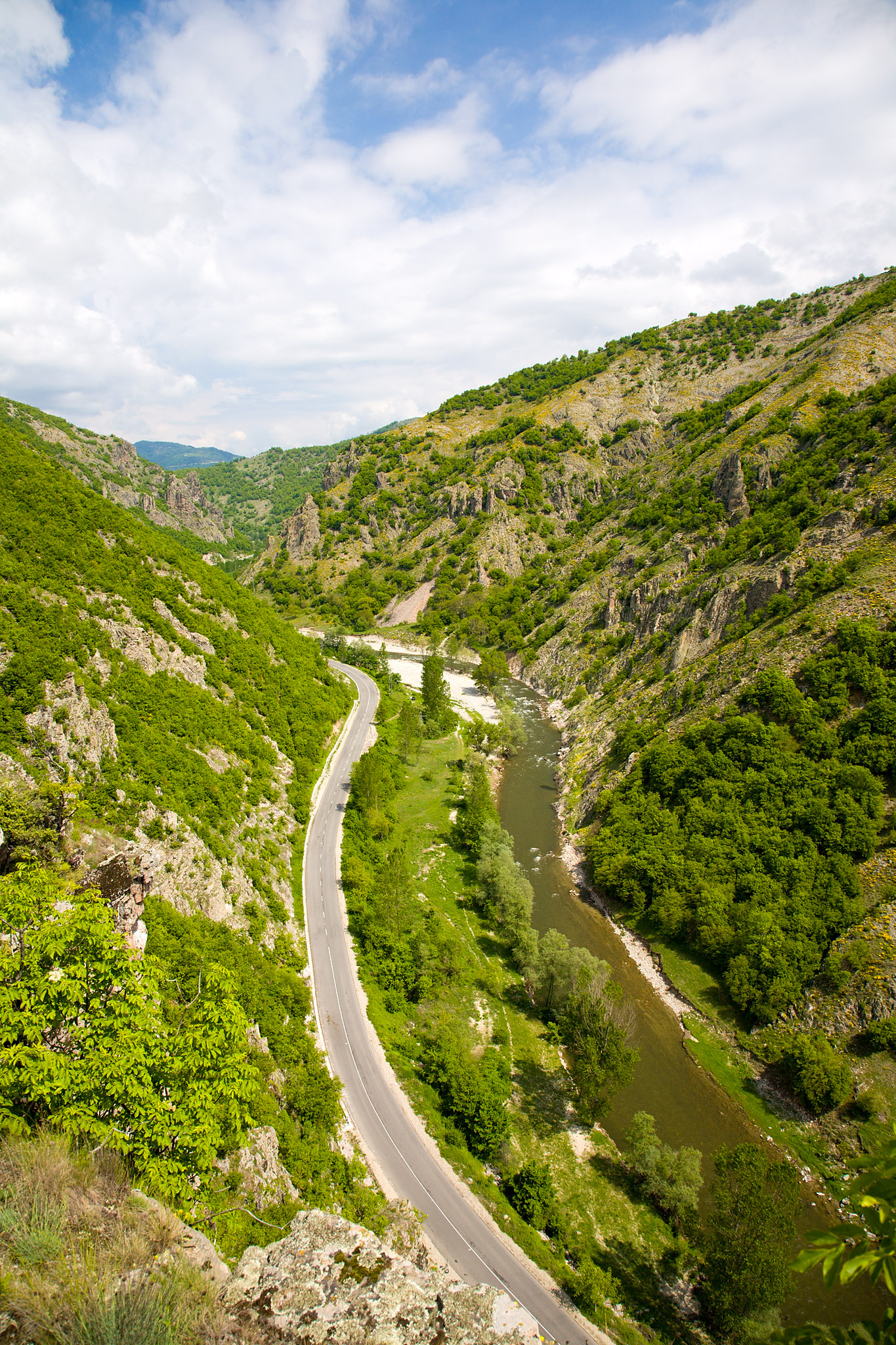
گذرگاه ممینا کلیسورا در امتداد مستا در بلغارستان